# محكمة متنقلة

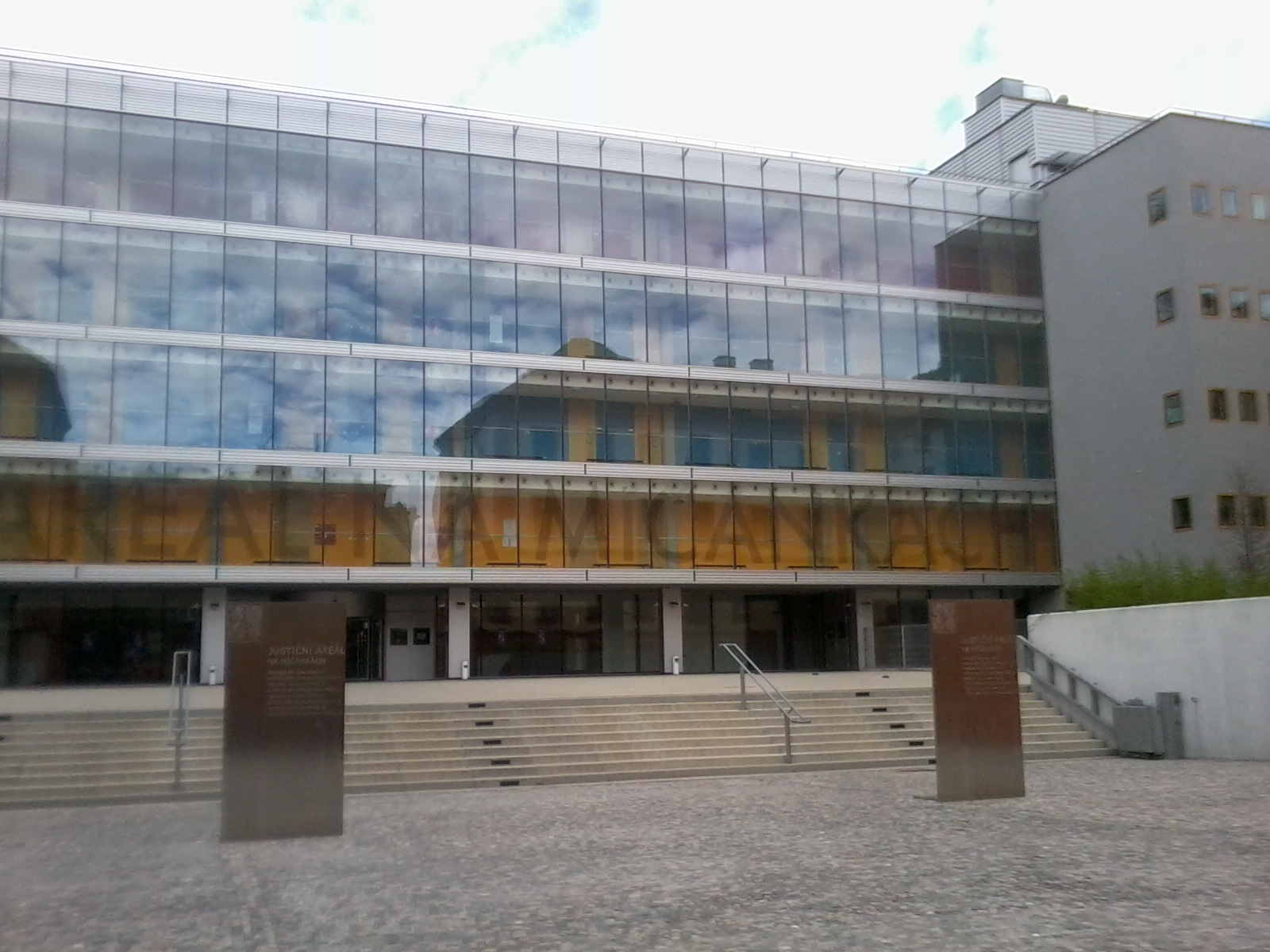

محكمة متنقلة أو طوَّافة (بالإنجليزية: Circuit court) هو اسم أنظمة المحاكم في العديد من الولايات القضائية للقانون العام.

## معلومات تاريخية
أسس هنري الثاني ملك إنجلترا تقليدًا يقضي بأن يقوم القضاة بجولة في الريف («جولة دورية») كل عام لنظر القضايا، بدلاً من إجبار الجميع على إحضار قضاياهم إلى لندن (انظر قانون كلارندن). وبالتالي، فإن مصطلح «المحكمة المتنقلة أو الدورية» يأتي من الأصول المتبعة بوجود قضاة يقومون بجولات في جميع أنحاء الريف كل عام في مسارات محددة مسبقًا - دوائر - للنظر في القضايا. وخاصة في تخوم الولايات المتحدة، فقد يسافر القاضي ومجموعة من المحامين على ظهور الخيل. وكان من بينهم أبراهام لينكون الذي قام بجولة في ولاية إلينوي. وفي المناطق الأكثر استقرارًا، تستخدم مركبات السفر. وفي النهاية، قد يصبح عبء القضايا في مقاطعة ما كبيرًا بما يكفي لإنشاء قضاء محلي. وقد تم الاستعاضة عن معظم هذه الدوائر القضائية المحلية (يعني، من حيث الطرق الفعلية التي قطعها القضاة) بقضاة يوجدون بانتظام في المحاكم المحلية، ولكن لا يزال هذا المصطلح الموروث مستخدمًا في كثير من المناطق.

## جمهورية أيرلندا
تعد المحكمة المتنقلة أو الدورية في جمهورية أيرلندا جزءًا من المحاكم الابتدائية، الأعلى من المحكمة الجزئية، ولكنها أقل من المحكمة العليا (أيرلندا). حيث تأسست للمرة الأولى بوصفها محكمة العدل المتنقلة بموجب قانون محاكم العدل لعام 1924 وحلت محل محاكم المقاطعة على الجانب المدني، ومحاكم الربع والمحاكم التدوينية على الجانب الجنائي، بالإضافة إلى بعض التشريعات الجنائية. وتمتد الولاية القضائية الجنائية للمحكمة إلى جميع الجرائم الاتهامية عدا القتل والاغتصاب والخيانة، حيث تعرض أمام القاضي وهيئة المحلفين. ويقتصر الاختصاص القضائي المدني للمحكمة على الأضرار التي تقدر بقيمة 38092.14 جنيه إسترليني والإجراءات التي تتضمن أراض تبلغ قيمتها أقل من 254.95 جنيه إسترليني (تساوي قيمة الأرض تقريبًا 3 ملايين إسترليني)[بحاجة لمصدر]. ويحكم في هذه القضايا القاضي وحده. كما أن لديه الاختصاص القضائي للنظر في الطعون المقدمة من المحكمة الجزئية. وتنظر الطعون المقدمة من المحكمة أمام المحكمة العليا على الجانب المدني ومحكمة الاستئناف الجنائية على الجانب الجنائي.
وتسمى المحكمة المتنقلة (أو الدورية) بهذا الاسم بسبب الدوائر التي يسافر إليها القضاة، وهي دبلن وكورك ونورثرن وويسترن وإيسترن وساوث ويسترن وساوث إيسترن وميدلاند، والتي يتكون كل منها من عدد من المقاطعات. وتتألف المحكمة من رئيس وسبعة وثلاثين قاضيًا. وعلى الرغم من وجود محكمة متنقلة واحدة بالمعنى الحرفي، فيشار إلى المحكمة المتنقلة في أي موقع محدد بمحكمة دائرة اسم المدينة مثل محكمة دائرة تريم المتنقلة.
وتعقد المحكمة العليا أيضًا «بشكل دوري» مرتين سنويًا، على الرغم من أنها تعرف بالمحكمة العليا بالدائرة وليس محكمة الدائرة المتنقلة. وفي هذه الحالة، فإن الدورية تعني الانعقاد في مكان آخر عدا دوبلن.

## الولايات المتحدة

### محاكم الاستئناف الاتحادية
في الولايات المتحدة، تأسست المحاكم المتنقلة (المحاكم الدورية أو محاكم الدائرة) للمرة الأولى في المستعمرات الثلاث عشر البريطانية. وفي عام 1789، كانت المحاكم المتنقلة الأمريكية هي المحاكم الفيدرالية الأمريكية التي تأسست في جميع الدوائر القضائية الاتحادية الأمريكية. وقد مارست المحاكم المتنقلة كلاً من الاختصاص البدائي (ابتدائية) والاختصاص الاستئنافي. وقد تواجدت هذه المحاكم حتى عام 1912. وقد مورست الولاية القضائية الأصلية سابقًا في المحاكم المتنقلة الأمريكية، بينما تمارسها الآن المحاكم الجزئية الأمريكية. وتمارس محاكم الاستئناف الأمريكية الاختصاص الاستئنافي، وهي كانت تعرف باسم محاكم الاستئناف الأمريكية منذ تأسيسها في عام 1894 حتى عام 1947.
تُعقد محاكم الاستئناف الفيدرالية بشكل دائم في 13 دائرة استئناف (11 دائرة إقليمية فضلاً عن محكمة الاستئناف الأمريكية لدائرة منطقة كولومبيا والدائرة الفيدرالية). لاحِظ أن هناك العديد من المحاكم الفيدرالية الأخرى التي تحمل عبارة «محكمة الاستئناف» في اسمها، لكنها ليست من المحاكم الواردة في المادة الثالثة ولا تعد جزءًا من دوائر الاستئناف.
وتعد محاكم الاستئناف الفيدرالية محاكم وسيطة بين المحاكم الجزئية (المحكمة الابتدائية الفيدرالية) والمحكمة العليا. أما الدوائر الأصغر، مثل الدائرة الثانية والدائرة الثالثة، فتقع في دائرة قضاء فيدرالية واحدة، بينما غيرها، مثل الدائرة التاسعة، فتوجد في العديد من دور القضاء. ونظرًا لأن العديد من فرق الاستئناف الفيدرالية التي تتألف من ثلاثة قضاة يتم اختيارها عشوائيًا من جميع قضاة الدائرة الدائمة، فينبغي على قضاة الدائرة التاسعة «التنقل في الدائرة» على الرغم من أن هذا الواجب قد أصبح أسهل بكثير بعد تطور السفر جوًا.

### المحكمة العليا للولايات المتحدة
بموجب قانون النظام القضائي الأصلي لعام 1789 والإجراءات اللاحقة، يتحمل قضاة المحكمة العليا للولايات المتحدة في واشنطن العاصمة مسؤولية «تجول الدائرة» والنظر شخصيًا إلى الطعون الوسيطة، بالإضافة إلى قضاياهم في العاصمة. وقد ألغي هذا الواجب المرهق من قبل الكونغرس الأمريكي بموجب القانون القضائي لعام 1891. ولا يزال قضاة المحكمة الأمريكية العليا يحتفظون بآثار من أيام تجول الدائرة؛ حيث يتعين على كل قاض سماع بعض الطعون التمهيدية من دوائر محددة، ويمكن الفصل فيها من جانب واحد أو إحالتها إلى المحكمة بأكملها. كما نشأت عطلة المحكمة الصيفية العرفية نظرًا لأنه في هذا الوقت يغادر القضاة واشنطن للقيام بجولة الدائرة (لأن الطرق الترابية تصبح سالكة أكثر في فصل الصيف).

### محاكم الولاية
تتسم العديد من الولايات الأمريكية بوجود محاكم ولاية تسمى «محاكم الدائرة (المحاكم المتنقلة)». ويكون معظمها محاكم ابتدائية للاختصاص القضائي العام الأصلي.
- ألاباما - محاكم دائرة ألاباما
- أركنساس - محاكم دائرة أركنساس
- فلوريدا - محاكم دائرة فلوريدا
- هاواي - محاكم دائرة هاواي
- إلينوي - محاكم دائرة إلينوي
- إنديانا - محاكم دائرة إنديانا
- كنتاكي - محاكم دائرة كنتاكي
- ماريلاند - محاكم دائرة ماريلاند
- ميشيغان - محاكم دائرة ميشيغان
- مسيسيبي - محاكم دائرة مسيسيبي
- ميزوري - محاكم دائرة ميزوري
- نيوهامشير - محاكم دائرة نيوهامشير
- أوريغون - محاكم دائرة أوريغون
- كارولاينا الجنوبية - محاكم دائرة كارولينا الجنوبية
- داكوتا الجنوبية - محاكم دائرة داكوتا الجنوبية
- تينيسي - محاكم دائرة تينيسي
- فيرجينيا - محكمة دائرة فيرجينيا - محكمة تدوينية لها سلطة قضائية استئنافية على المحكمة الجزئية العامة ومحكمة الطفل والعلاقات الأسرية والاختصاص الأصلي في القضايا المدنية الرئيسية وجميع قضايا الجنايات في المقاطعة. تمتلك محكمة الدائرة الحق في إصدار عقوبة الإعدام والحصول على هيئة محلفين كبرى. وأصبحت قرارات المحكمة سوابق قضائية.
- فيرجينيا الغربية - محكمة دائرة فيرجينيا الغربية
- ويسكونسن - محاكم دائرة ويسكونسن

في لويزيانا، تدعى محكمة الاستئناف محكمة استئناف دائرة لويزيانا. حيث يوجد خمس دوائر قضائية منفصلة.
في العديد من الولايات، مثل ميزوري، قد تتضمن الدائرة القضائية مقاطعة أو أكثر (انظر محاكم دائرة ميزوري). حيث تتضمن كل محكمة دائرة العديد من الأقسام، من بينها محكمة الدائرة أو المحلف أو محكمة المطالبات الصغيرة أو محكمة الإرث والوصايا أو محكمة الأسرة أو محكمة المخدرات. وينظر كل قسم في القضايا داخل المنطقة الخاصة بالاختصاص النوعي، ويستند الاختصاص على حجم أو نوع الدعوى المدنية أو شدة أو نوع التهمة الجنائية. وتنظر محكمة المخدرات، على سبيل المثال، في القضايا الجنائية المتعلقة بالمخدرات فقط.
وتتميز العديد من الولايات الأمريكية بوجود محاكم عليا للولايات تقوم تقليديًا «بجولة بالدائرة»، بمعنى أنها تستمع إلى مرافعات شفوية في مواقع متعددة في جميع أنحاء ولاياتها القضائية كل عام. ومن بين الولايات التي يوجد بها محاكم دائرة عليا متنقلة كل من كاليفورنيا وأيداهو وأوريغون وبنسيلفانيا وواشنطن.

## إنجلترا وويلز
تنقسم إنجلترا وويلز إلى ست مناطق أو دوائر لأغراض إقامة العدل.
- دائرة نورثرن
- دائرة نورث إيسترن
- دائرة ويلز وشستر (وتعرف أيضًا باسم ويلز وتشيشاير)
- دائرة ميدلاند
- دائرة ويسترن
- دائرة ساوث إيسترن

يخضع هذا النظام للمراقبة من قبل وزير العدل (اللورد المستشار). وتتألف العضوية من قضاة المحكمة العليا وقضاة الدوائر وقضاة المحاكم الجزئية وممارسي القانون والمحامين الأكاديميين. كما تشكل الدوائر أيضًا الأساس لإدارة نقابة المحامين في إنجلترا وويلز. ويتم تمثيل مجالس الدوائر في مجلس نقابة المحامين من خلال طاقم الدائرة.